# Ивано-Франковск (батальон полиции)
Батальон «Ивано-Франковск» (укр. Батальйон поліції «Івано-Франківськ») — добровольческий батальон патрульной службы полиции особого назначения, созданный в мае 2014 года в структуре ГУ МВД Украины в Ивано-Франковской области. Командиры батальона — полковник Александр Полищук, полковник Дмитрий Гладкий.

## Деятельность
31 июля 120 бойцов батальона приняли присягу на верность Украине; в первых числах августа они отправились в зону боевых действий на востоке Украины.
18 августа 50 бойцов в составе батальона «Ивано-Франковск» выехали в пгт. Старобешево (Донецкая область), где батальон разделили на две части. 17 бойцов оставили на месте, а 33-х отправили в Иловайск, на штурм, сказав им, что они едут в Мариуполь на патрулирование. В результате событий под Иловайском из 33 человек 12 франковцев попали в плен, трое погибли, похоронены 5 сентября. 18 человек, в том числе командир батальона Александр Полищук, 31 августа вышли из окружения под Иловайском и двинулись на Днепропетровск, при этом четырёх раненых вертолетом отправили в госпиталь.
12 сентября 2014 года, несмотря на потери под Иловайском, отряд спецназовцев батальона отправился в зону вооружённого конфликта. Милиционеры-прикарпатцы поехали поддерживать правопорядок в Мариуполе, где они несли службу на блокпостах и патрулировали улицы города. После иловайских событий в подразделении сменился командир. Предыдущего руководителя — Александра Полищука, бойцы обвиняли в трусости из-за событий, связанных с «иловайским котлом». Новым комбатом был назначен полковник Дмитрий Гладкий.
10 октября 2014 года двадцать шесть новобранцев-милиционеров спецбатальона патрульно-постовой службы «Ивано-Франковск» в торжественной обстановке приняли присягу, получили боевое оружие и влились в ряды батальона. Пополненный батальон отправил очередную смену в зону АТО в Донецкую область. Известно, что добровольцами в батальон записались бывшие бойцы из расформированного Арсеном Аваковым за мародёрство батальона «Шахтерск». 13 октября батальон, состоящий из 95 человек, был направлен в зону вооружённого конфликта.